# Bencao pinhui jingyao
La pharmacopée chinoise intitulée Bencao pinhui jingyao 本草品彙精要, « L’essentiel de la Matière médicale importante classée » est une compilation de matières médicales effectuée par Qiu Jun 邱濬 puis après sa mort, par Liu Wentai 刘文泰 et une équipe de 47 personnes, terminée en 1505, décrivant 1 786 substances médicinales, en 42 chapitres. Bien que l’ouvrage restât longtemps non publié, il s'inscrit par son contenu dans la longue filiation des pharmacopées chinoises.
La Bencao pinhui jingyao fut la dernière matière médicale à être compilée sous des auspices officiels dans la Chine impériale.
En organisant les notices sur les drogues en une série de rubriques prédéfinies, cette pharmacopée (bencao en chinois) permettait de résoudre en partie le problème d’engorgement du texte que connaissaient les bencao depuis les réformes importantes de la période des dynasties Song-Jin-Yuan (960-1368). Elle aurait aussi apporté des contributions significatives en matière d’une classification naturelle des substances médicinales, si elle avait pu être publiée. Car l’œuvre compilée entre 1503 et 1505, fut présentée à son commanditaire, l’empereur Ming Hongzhi 明弘治, et ne put être publiée en raison de sa mort deux mois plus tard. Ses successeurs ne manifestant plus le même intérêt pour la pharmaceutique, elle ne fut publiée ni sous les Ming ni sous les Qing.
En 1701, l’empereur Kangxi 康熙 ordonna pourtant une révision et un ajout de 12 nouveaux chapitres qui furent préparés sous le titre de Bencao pinhui jingyao xuzhi 本草品汇精要续集. Mais cette version non plus ne fut pas publiée sous la Chine impériale, il fallut attendre la République pour que la Commercial Press la publie en 1937 (sans illustrations).

## Histoire de la rédaction du texte
Le prodigieux élan de la tradition principale des pharmacopées chinoises s’est brisé au XIIIe siècle pour au moins une raison majeure. Les ouvrages de matière médicale publiés dans cette période ont succombé sous le poids des lourdeurs des répétitions produites par leur méthode de compilation. Les auteurs de la Bencao pinhui jingyao 本草品彙精要 ont commencé à s’attaquer sérieusement au problème et proposé quelques remèdes qui auraient pu devenir le noyau de cristallisation d’un nouveau développement productif s’il n’avait été brutalement interrompu par la mort de son mécène, l’empereur Ming Hongzhi 明弘治
L’expert Qiū Jùn 邱濬 (1420-1495) prit la responsabilité de préparer la révision de la Zheng lei bencao 證類本草, la « Matière médicale vérifiée et catégorisée », une matière médicale très importante, préparée par Tang Shenwei (c. 1056-1093) sous la dynastie Song, mais non publiée de son vivant. Pour surmonter le principal obstacle rencontré par les pharmacopées de l’époque Song - l’accumulation de citations répétitives et hétérogènes - Qiu Jun proposa de réviser la structure des notices et de regrouper toutes les informations sur un thème particulier (comme l’origine de la drogue ou ses propriétés thérapeutiques).
Les auteurs des pharmacopées de la période Song citent par ordre chronologique les auteurs antérieurs et ajoutent à la fin leurs propres remarques. Ce qui suppose que si un praticien médical veut se renseigner sur l’origine ou les propriétés thérapeutiques d’une drogue particulière, il doive lire la totalité des notices des bencao citées pour trouver les passages traitant de ce qu’il cherche. Qiu Jun proposa de classer les informations des notices en une suite de rubriques traitant d’un thème précis (l’origine, les propriétés etc.), si bien que si les auteurs des siècles passés sont d’accord sur un sujet, il est inutile de répéter les mêmes informations dans la même section.
Qiu Jun mourut avant d’avoir pu terminer son travail. Il avait produit le plan général de la nouvelle pharmacopée mais n’avait eu le temps que de donner une seule notice en exemple. Ce travail tomba entre les mains de Liu Wentai 劉文泰 qui tenta de le faire passer à son bénéfice. Il cherchait à s’attirer les faveurs de l’empereur Xiaozong 孝宗 (1470-1505) qui était connu pour porter le plus grand intérêt aux questions de médecine et de pharmacopée. Selon la tradition, cet empereur élaborait lui-même des pilules dans une apothicairie au sud de la capitale, afin de les faire passer aux fonctionnaires et au peuple.

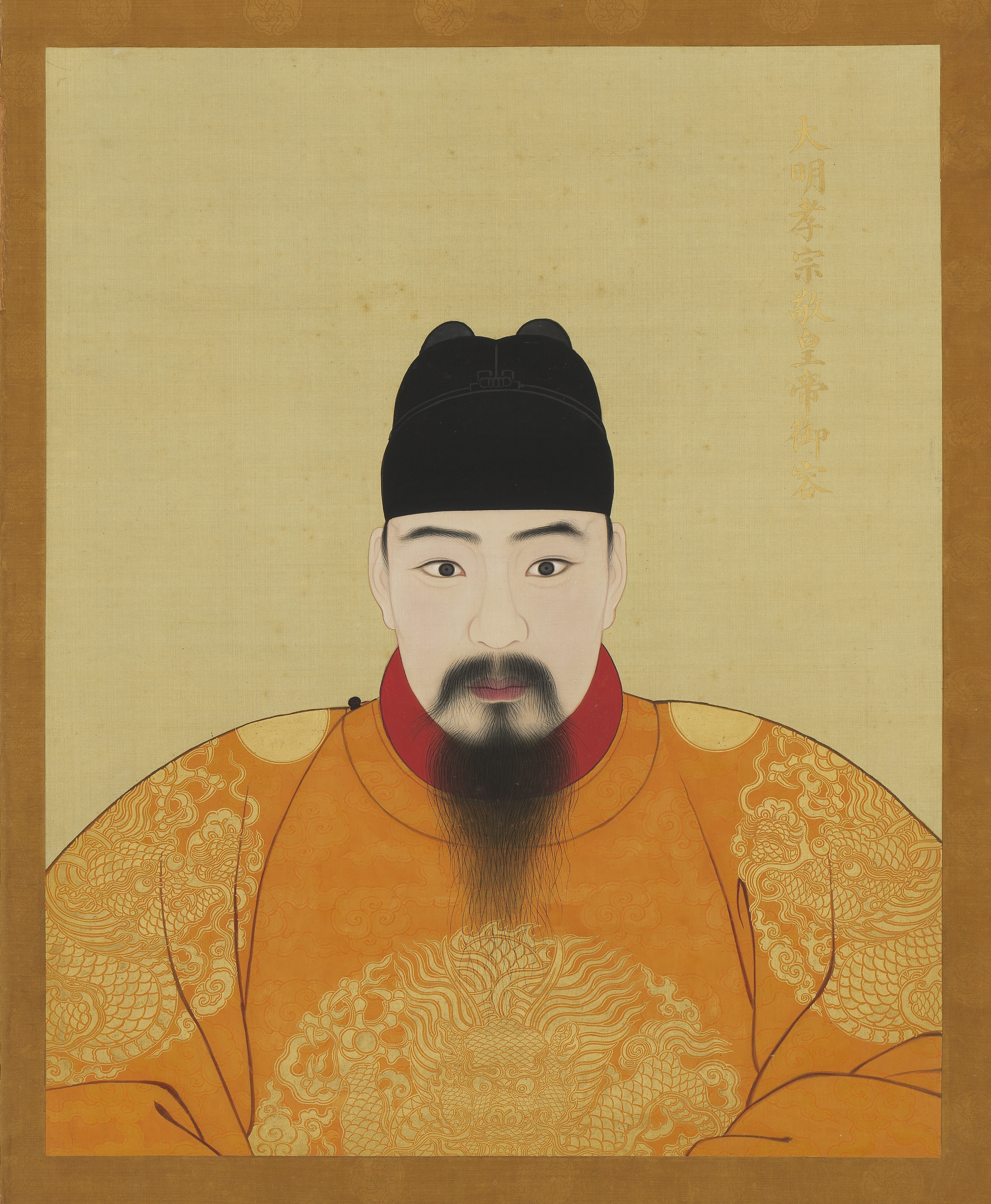
L’empereur Ming Xiaozong, nom de règne Hongzhi 弘治

En 1503, l’empereur Ming Xiaozong ordonna à l’eunuque Xiao Jing de délivrer le décret suivant au Grand Secrétaire Liu Jian 刘俭
« Puisque [les propositions] des anciennes éditions ne semblent pas uniformément détaillées ou brèves, deux fonctionnaires de l’Académie Hanlin, en collaboration avec les fonctionnaires de l’Administration impériale médicale, doivent éliminer le superflu, rectifier les déficiences, et ainsi créer une [nouvelle] œuvre, afin de faciliter l’usage [de la Matière médicale] » (Traduction anglaise de Paul Unschuld)
Une vive controverse éclata alors entre deux administrations impériales pour savoir qui exécuterait ce décret. Le fonctionnaire érudit Liu Jian 刘俭 suggéra que ce soit aux érudits fonctionnaires Shen Duo 沈铎 (1452-1515) et Chén Jì 陈骥 (1465-1539) de l’Académie Hanlin (Hànlín Yuàn 翰林院, un institut d’études littéraires) de le faire. Une pétition signée par Shi Qin 石钦, fut envoyée de l’Administration impériale médicale (Tai yi yuan zh:太医院) à l’empereur, demandant que l’exécution soit confiée à leur collègue Liu Wentai 刘文泰 (fl. 1488-1505). Cette requête fut aussi accordée.

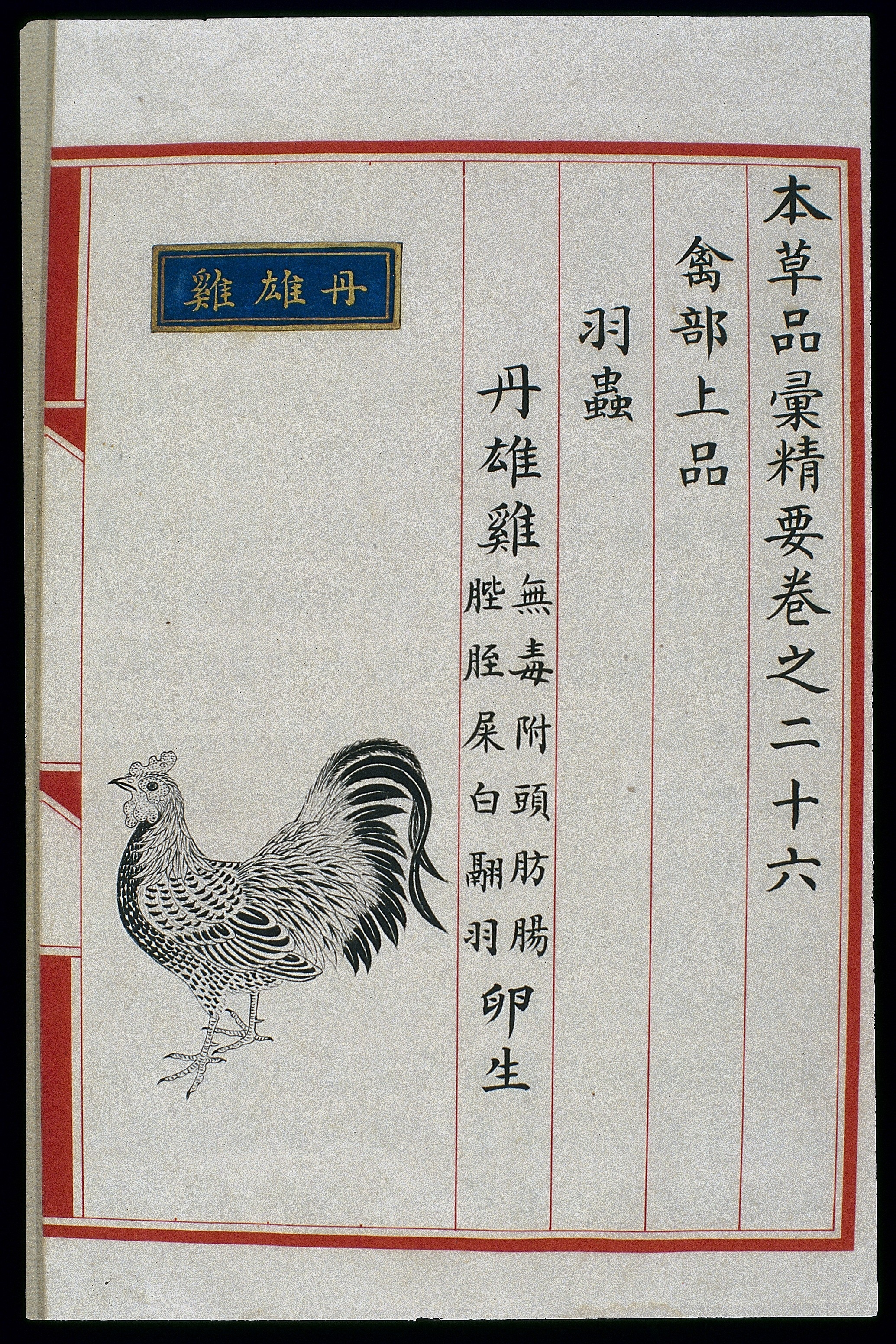
Le Coq rouge (danxiongji 丹雄鸡) est drogue qui a pour effet de reconstituer le qi (selon la Shennong bencao). Tiré de l’exemplaire de la Bencao pinhui jingyao conservé à la bibliothèque de l’Académie de MTC (un fac-similé réalisé à l’époque Ming par une main inconnue)

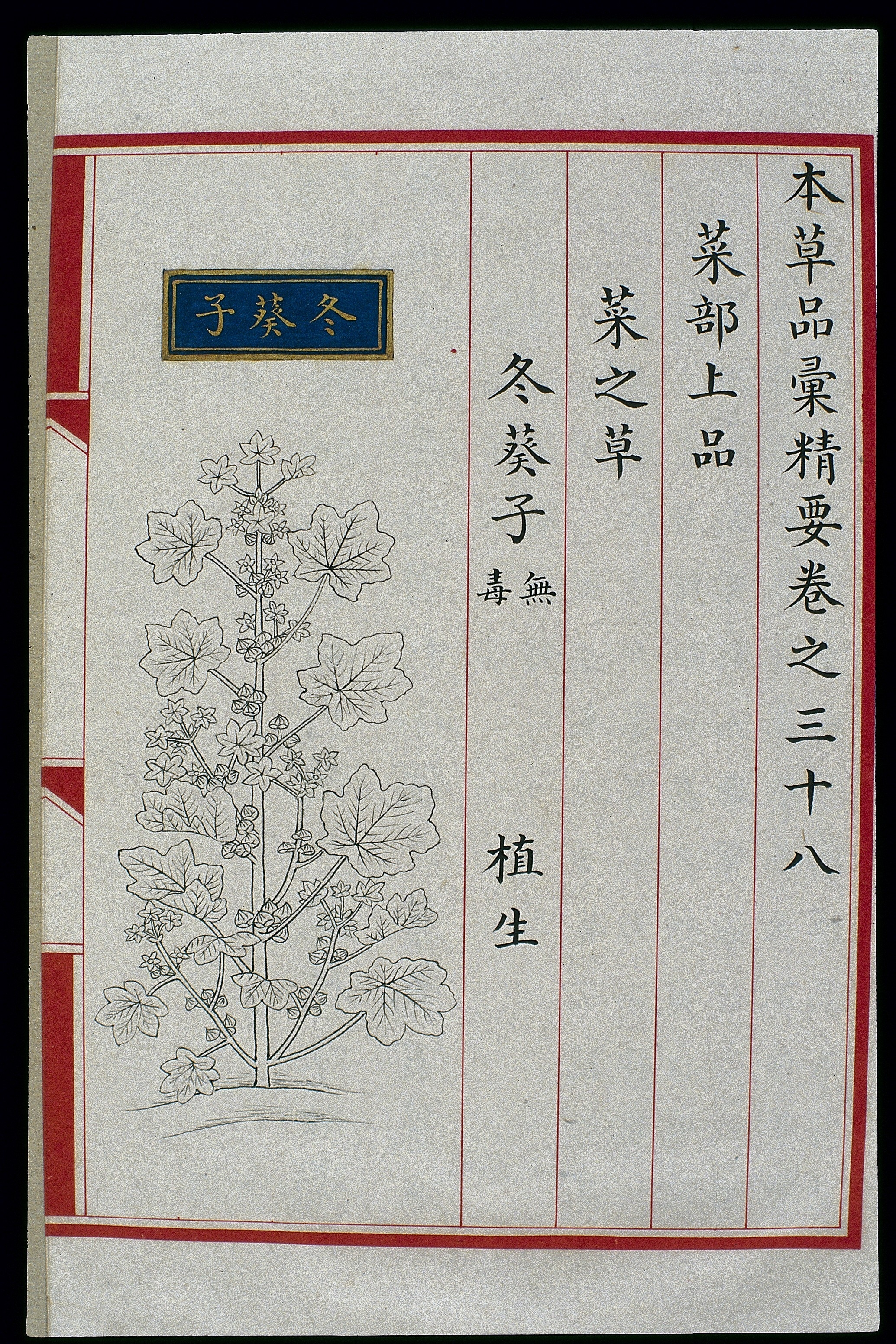
La mauve à grappes (Malva verticillata L.) morphologie de la plante. Ses graines sont utilisées en médecine

Mais Liu Jian objecta que la rédaction de livre exige des compétences littéraires et bibliographiques. Les fonctionnaires de l'Administration médicale impériale étaient uniquement compétents en matière de drogues mais pas de littérature. Liu Jian demanda à l’empereur de charger le ministère des Rites d’évaluer toutes les personnes concernées. Seules celles ayant la double compétence littéraire et pharmaceutique pourront participer au projet. Liu Wentai n'en faisait pas partie selon Liu Jian.
Liu Wentai mit alors en doute la compétence médicale et pharmaceutique des deux candidats Shen Duo et Chen Ji. Sur quoi, l’empereur émit une directive stipulant que c'était uniquement la tâche de l'Académie Hanlin de réaliser le travail éditorial. Les fonctionnaires l'Administration médicale impériale ne devaient pas y participer.
Mais Liu Jian changea finalement d’opinion et soutint que le travail concernant les drogues et leur prescription relevait de l’autorité de l'Administration médicale impériale. Il finit par convaincre l’empereur de confier la réalisation du projet à cette administration.
Liu Wentai était parvenu à ses fins. Le médecin Shi Qin 石钦 envoya une liste de 47 personnes pour faire partie du Comité éditorial. Il y avait des membres de l'Administration médicale impériale mais aussi des lettrés confucéens d’autres bureaux. Dans les quartiers sud de la capitale Pékin, un Bureau des matières médicales fut installé où les rédacteurs-compilateurs purent se consacrer à leur travail. Il était dirigé par un eunuque, un fonctionnaire important, nommé Zhang Yu 张瑜. Il comportait de nombreux chefs et sous-chefs éditeurs, 5 contrôleurs de la qualité et de l’apparence des drogues, 14 copistes, 8 peintres d’illustrations des drogues.
En 1505, deux ans plus tard, Liu Wentai était en mesure de présenter l’œuvre achevée à l’empereur qui l'approuva complètement. Le titre de l’œuvre fut précédé de Yuzhi 御制 indiquant « sur ordre impérial », et donc le titre complet est Yuzhi bencao pinhui jingyao 御制本草品彙精要 « Matière médicale écrite sur ordre impérial, contenant des données essentielles disposées selon un ordre systématique ».
Deux mois plus tard l’empereur contractait une fièvre qui fut soignée sans succès par Liu Wentai et lui fut fatale le 8 juin 1505. Pour d’autres auteurs, il serait mort dans des circonstances mystérieuses. Liu Wentai fut banni de la cour. Le successeur de l'empereur ne manifestant pas le même intérêt pour la pharmaceutique et la médecine, le manuscrit non publié finit par disparaitre dans les archives.
Deux siècles plus tard, un empereur des Qing, Kangxi 康熙, prit conscience de l’existence de ce manuscrit et ordonna qu’une copie et une extension fut faite. Elle fut bien réalisée mais elle aussi resta dans les archives impériales.

## Structure du texte
Le texte de la Bencao pinhui jingyao est largement disponible en ligne,,, toutes sans illustrations.
Le texte commence par un mot de l’empereur, suivi d’une lettre de Liu Wentai qui fidèle à la tradition, inscrit le travail de son équipe dans la filiation de la longue histoire des bencao :

« Soumission de la Bencao Pinhui Jingyao
Les fonctionnaires de l'Administration médicale impériale, Liu Wentai (劉文泰), Wang Pan (王槃) et Gao Tinghe (高廷和), respectueusement présentent la Bencao pinhui jingyao qu'ils ont compilée. […] 
 Cette compilation de la pharmacopée remonte à l'époque des empereurs Yan et Huang. Elle a été développée durant les dynasties Tang et Song, et enrichie avec le temps. Transmise depuis plus de mille ans, elle a été imprimée à plusieurs reprises. Toutefois, des consultations n'ont pas toujours été réalisées dans des régions éloignées, et les explications sont souvent limitées à des connaissances déjà établies, parfois trop superficielles. Cela a laissé des lacunes dans ces ouvrages pourtant destinés à traverser les âges sans altération. À présent, il est nécessaire de compléter ces travaux pour que les affaires urgentes puissent être traitées efficacement. Cela ne peut pas être fait à la légère. »

— Traduction de ChatGPT4 du texte de zh.wikisource.org
.

### Les rubriques prédéfinies
L'introduction (fanli 凡例) indique :

« Le premier volume de la Bencao pinhui jingyao commence par les pierres précieuses, suivi des herbes, des arbres, des substances humaines, des animaux, des oiseaux, des insectes et poissons, des fruits, des céréales et des légumes. Chaque section suit les classifications du « Classique de la matière médicale de Shennong » (Shennong bencao jing 神农本经), divisée en trois catégories pour un total de 42 volumes.
Dans le « Classique de la matière médicale de Shennong », les entrées sont écrites en rouge en premier, suivies des « Annotations des médecins célèbres » (mingyi bielu 名医别录) écrits en noir pour éviter toute confusion.
Les 24 rubriques sont 

- 1. Míngjì 名纪 : Nom et noms alternatifs
- 2. Miáoxù 苗叙 : Origine des plantes
- 3. Dìzài 地载 : Lieu de production
- 4. Shífēn 时分 : Périodes de croissance et de récolte
- 5. Shōushū 收书 : Méthodes de stockage
- 6. Yòngzhǐ 用指 : Usages des matériaux
- 7. Zhìnǐ 质拟 : Comparaison des qualités et des formes
- 8. Sèbié 色别 : Distinction des couleurs (bleu, jaune, rouge, blanc, noir)
- 9. Wèizhe 味着 : Saveurs (acide, piquant, doux, amer, salé)
- 10. Xìngfēn 性分 : Propriétés (froid, chaud, tiède, frais, astringent, dispersant, relaxant, dur, mou)
- 11. Qìjù 气具 : Qualités de Qi (dense, léger, Yin, Yang, ascendant, descendant)
- 12. Chòuxiáng 臭详 : Odeurs (puant, musqué, parfumé, fétide, rance)
- 13. Zhǔzhuān 主专 : Maladies spécifiques traitées
- 14. Xíngzǒu 行走 : Méridiens concernés
- 15. Zhùzuǒ 助佐 : Herbes assistantes
- 16. Fǎnfǎn 反反 : Incompatibilités entre saveurs
- 17. Zhìmíng 制明 : Méthodes de préparation (rôtir, griller, frire)
- 18. Zhìchén 治陈 : Capacités de guérison des maladies chroniques
- 19. Hézhì 合治 : Effets combinés
- 20. Jìnjiè 禁戒 : Interdictions et précautions
- 21. Dàiyán 代言 : Substituts
- 22. Jìbì 忌避 : Substances à éviter
- 23. Jiědú 解毒 : Antidotes pour les poisons
- 24.  Yànbiàn 赝辨 : Distinction entre vrai et faux produits

 »

Les notices sur les drogues ne donnent en général qu’une partie des rubriques. Elles sont signalées par des abréviations, comme【名】pour 名纪.

### Une classification naturelle
Pour classer les matières médicales, les auteurs de la Bencao pinhui jingyao se sont inspirés des travaux du philosophe cosmologue Shao Yong 邵雍, notamment de son Huangji jingshi shu 皇極經世书. Dans cet ouvrage, il développe un système de correspondances basés sur des quadruplets
| Le Grand Ciel                | soleil          | lune               | étoiles | crépuscule |
| Créatures qui lui sont liées | Animaux volants | Animaux terrestres | Herbes  | Arbres     |
| Déterminé par                | nature          | désir              | forme   | substance  |

Dans l'introduction (fanli 凡例), les auteurs de la Bencao pinhui indiquent aussi

« Selon le Huangji jinghi shu 皇极经世书, les pierres précieuses et les minéraux doivent être divisés entre ceux qui sont naturels et ceux artificiellement créés par l’homme. Les métaux et les minéraux, par exemple, sont des substances naturelles ; les sels et les aluns (yánfán 盐矾) sont des exemples de produits créés artificiellement par l’homme. Nous suivons le Huangji jingshi shu et divisons chacune des sections sur les pierres précieuses et les minéraux dans les quatre groupes de minéraloïdes, aquaoïdes, ignisoïdes, et métaloïdes. De cette manière, tout peut probablement être englobée. 
 Les herbes, les arbres, les grains, les légumes, et les fruits sont subdivisés dans les quatre groupes herbisoïdes, arboroïdes, volantoïdes, terrestroïdes (caomufeizou 草木飞走), selon le Huangji jingshi. Ainsi parmi les herbes, il y a herbe-herbe-oïdes, arbre-herbe-oïdes, volant-herbe-oïdes. De manière semblable pour les arbres, grains, fruits et légumes. Par ce moyen, l’apparence extérieure est définie. 
 Les exemples suivants peuvent illustrer ces brèves explications: les stalactites sont des terre-minéraloïdes, le réalgar est minéral-minéraloïde, le mercure est un aqua-minéraloïde, le soufre est feu-minéraloïde, et l’or est métal-minéraloïde »

— D'après la traduction anglaise de Paul Unschuld
L’illustration du « coq rouge » ci-dessus, le classe comme une plume-bestioloïde (yuchong 羽虫).
Ainsi, l’« apparence extérieure » a été choisie comme critère de classification. Ce qui constitue un pas important en direction d’un ordre naturel des types, basé sur la morphologie. Durant la dynastie Han, le Shennong bencao avait classé les substances naturelles médicinales suivant leurs propriétés thérapeutiques. Et depuis Tao Hongjing, le principe d’origine des substances les organisait suivant l’ordre : pierres précieuses/ minéraux, herbes, arbres, homme, quadrupèdes, volaille, vers/poissons, fruits, riz/grains, et légumes.
Les principes de base de la Shennong bencao sont ainsi rappelés. Les drogues sont catégorisées en 3 grades (shang 上, zhong 中, xia 下):
1. Les drogues supérieures (shangyao 上药) : 120 types de drogues pour nourrir la vie en réponse au ciel, non toxiques, pouvant être consommées longtemps sans nuire à l'homme. Elles allègent le corps, augmentent le Qi, et prolongent la vie en gardant la jeunesse (qīngshēn, yìqì, bùlǎo yánnián 轻身益气不老延年)
2. Les drogues intermédiaires (zhongyao 中药) : 120 types pour nourrir la nature en réponse à l'homme, certaines non toxiques, d'autres toxiques selon les besoins. Elles préviennent les maladies et renforcent les personnes affaiblies.
3. Les drogues inférieures (xiayao 下药) : 125 types pour traiter les maladies en réponse à la terre, majoritairement toxiques et non destinées à une consommation prolongée. Elles éliminent le froid, la chaleur, les énergies perverses, dissolvent les accumulations et guérissent les maladies.

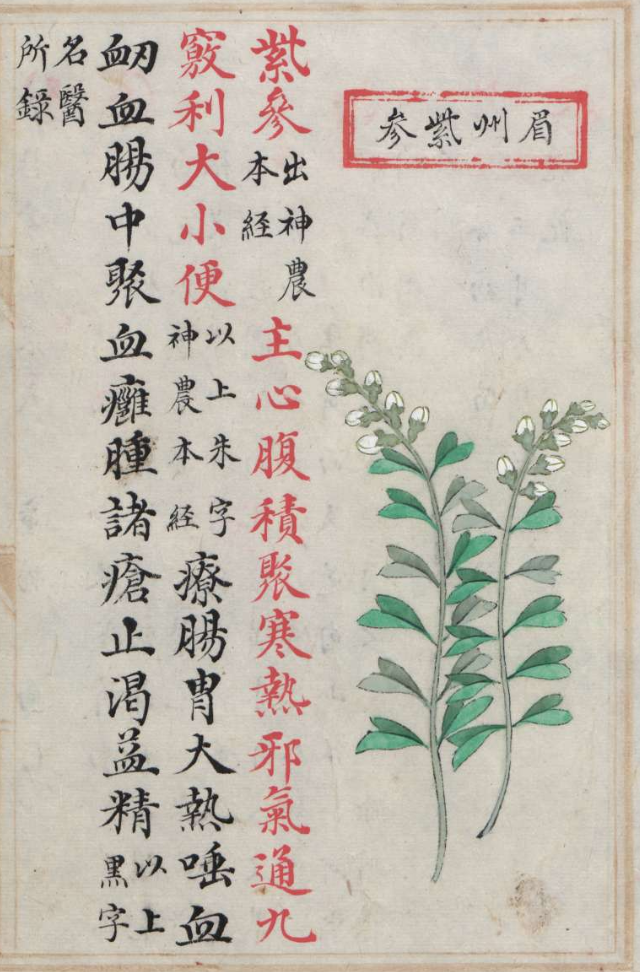
Planche du chapitre 42. Staatsbibliothek de Berlin

Seules les drogues de grade inférieur ou une partie de celles de grade intermédiaire sont de véritables médicaments à visée thérapeutique. Les autres « allègent le corps et prolongent la vie » afin de devenir comme les Immortels capables d’évoluer parmi les nuages.
Les médecins vont continuer à répéter ces croyances taoïstes, portées par Ge Hong 葛洪 (283 – 343) et son Baopuzi, même si depuis le IVe siècle, l’adhésion à ces doctrines taoïstes s’est profondément transformée.
Dans la seconde préface de la Bencao pinhui jingyao, les auteurs reconnaissent l’incapacité des médecins célèbres à dénoncer ouvertement certains types d’erreurs (probablement plus de nature idéologique que médicale) : « Dans l’édition Tang [des bencao], des erreurs [de ces œuvres précédentes] furent indiquées ; L’ « Interprétation étendue de la matière médicale » Bencao yan yi fut écrite afin d’établir la fausseté de certains propos [de l’édition Tang]. Quoique certains propos de Tao [Hongjing]  fussent connus pour être faux, ils ne furent pas éliminés. Kou Zongshi 寇宗奭 a reconnu avoir fait quelques erreurs, mais il a été incapable de se dissocier d’elles » (D’après la traduction anglaise de Paul Unschuld).
L’épistémologie moderne nous a appris à distinguer les connaissances qui s’appuient sur une base empirique et rationnelle, des recherches philosophico-religieuses. Les deux ont leurs méthodologies propres. L’approche scientifique de la médecine en particulier suppose un changement fondamental dans la manière dont la connaissance est construite dans une confrontation permanente avec le réel, partant de l’observation et s’établissant fermement par l’expérimentation. Cette approche empirique suppose qu’en cas de conflit avec la tradition, c’est celle-ci qui doit s’incliner. En Europe, il faudra attendre le XIXe siècle, pour voir apparaitre une « médecine expérimentale » avec la médecine hospitalière où les malades commencent à être soumis à des essais méthodiques.
Les lettrés chinois ont longtemps refusé cette approche de rupture épistémologique par le désir de s’inscrire dans la longue filiation millénaire des bencao, de marquer leur respect aux Classiques, et aux Grands Sages du passé qui n’ont pas pu se tromper. La pharmaceutique qui s’appuyait beaucoup sur l’observation empirique (et assez aléatoire) des médecins ne pouvait cependant pas rompre avec les recherches spirituelles taoïstes. L’esprit de tolérance et de syncrétisme qui régnait chez les religieux (sous les Song) devait aussi s’étendre aux autres savoirs des lettrés. Ce n’est que de nos jours, qu’on peut très bien admirer les savants des temps anciens, sans penser que leurs méthodes de travail doivent continuer à être appliquées.

### Les illustrations

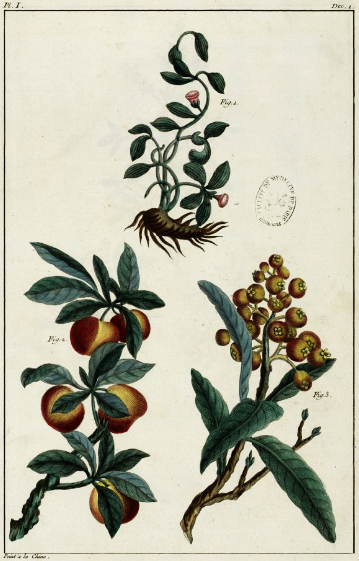
Pierre Le Chéron d'Incarville a fait réaliser à Pékin, entre 1746 et 1747, un ouvrage composé de 400 dessins de plantes en couleurs, copié de la Bencao pin hui jingyao de 1505

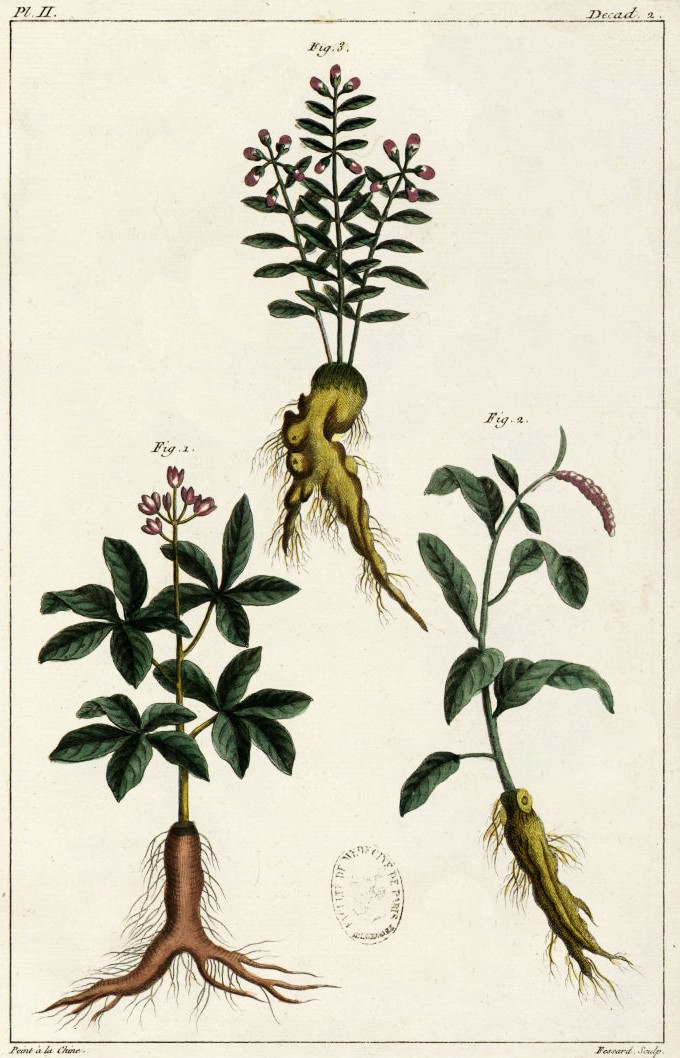
Trois plantes 1. lien sien teng ? 2. Lìzhī 荔枝 Litchi chinensis 3. Pípá yè 枇杷叶 feuilles d’Eriobotrya japonica

Dans la Bencao pinhui jingyao, la plupart des notices sur les drogues sont précédées d’une illustration de la matière médicale utilisée pour leur fabrication. Il y en a en tout 1 358. Les illustrations de plante ressemblent souvent à celles de la pharmacopée Da guan bencao 大觀本草 « Matière médicale de l’ère Da guan » (1108), mais elles sont exécutées avec plus d’imagination et surtout avec beaucoup plus de précisions. Des peintures très bien faites peuvent être trouvées, notamment dans la section sur les pierres précieuses et minéraux, mais aussi dans les autres chapitres. Les artistes ne se sont pas contentés de représenter la drogue, mais ils l’ont placée dans leur environnement naturel ou ont représenté leur processus de production. En plus des illustrations pharmaceutiques de plantes, d'animaux et de minéraux, les illustrations du Bencao pinhui jingyao comprennent des vignettes vivantes et détaillées de la vie quotidienne, notamment des scènes de cueillette d'herbes et de fabrication de médicaments.
Les illustrations sont faites avec des couleurs vives du plus bel effet. Quand la matière médicale est l’« herbe de nid d’hirondelle », les artistes dessinent une maison dont le pignon est entouré d’hirondelles en vol ; et de la présence d’une échelle le long d’un mur, on peut inférer que quelqu’un est en train de s’emparer des nids. Ce travail de l’artiste apporte donc plus qu’une simple illustration pratique, il peut aussi témoigner de pratiques culturelles et historiques.
La Bencao pinhui jingyao constitue la plus grande collection d'illustrations pharmaceutiques en couleur datant de la Chine impériale, comprenant 667 images spécialement créées ou librement adaptées pour le livre, en plus de 700 versions en couleur de dessins au trait monochromes tirés de la Zhenglei bencao.
Le texte principal qui suit les illustrations clarifie la différence fondamentale entre la Bencao pinhui jingyao et la pharmacopée de l’époque Tang nommée Bencao shi yi 本草拾遺 (739) « Suppléments de matière médicale » de Chen Cangqi 陳藏器.
Dans chaque chapitre, toutes les notices sont divisées en soit « article propre » zhengpin 正品 soit « article additionnel » fupin 付品. Parmi les premiers, se trouvent les drogues de la tradition principale des bencao. Les drogues du second groupe, sont celles de la Bencao shi yi de Chen Cangqi et celles d’un ouvrage intitulé Nanhai yao-pu 南海药普 « Traité sur les drogues médicinales du lointain Sud ». Dans les « articles propres », les auteurs ont conservé l’habitude des pharmacopées de la tradition principale de séparer par des encres de couleur différentes les textes selon leur origine: rouge pour les portions de la Shennong bencao, et noire pour les autres sources.
Les auteurs de la Bencao pinhui jingyao voulaient créer une œuvre innovante capable de répondre aux exigences de la tradition des pharmacopées. L’œuvre qu’ils ont produite n’a pourtant que partiellement atteint cet objectif. En particulier l’usage qu’ils continuent de faire de la division en trois grades ainsi que la distinction entre article propre et article additionnel diminuent considérablement la valeur de cette pharmacopée.
Li Shizhen qui durant son emploi dans l’Administration impériale médicale (ca. 1558) a probablement pris connaissance de la Bencao pinhui jingyao, et a éliminé ces insuffisances, créera quelques dizaines d’années plus tard la pharmacopée la plus célèbre de l’histoire de la pharmaceutique chinoise, la Bencao gangmu.

## Notice sur les drogues
Voyons la notice sur l’en:Asparagus cochinchinensis, tianmen dong 天門冬, qui illustre parfaitement ce que nous avons dit précédemment.

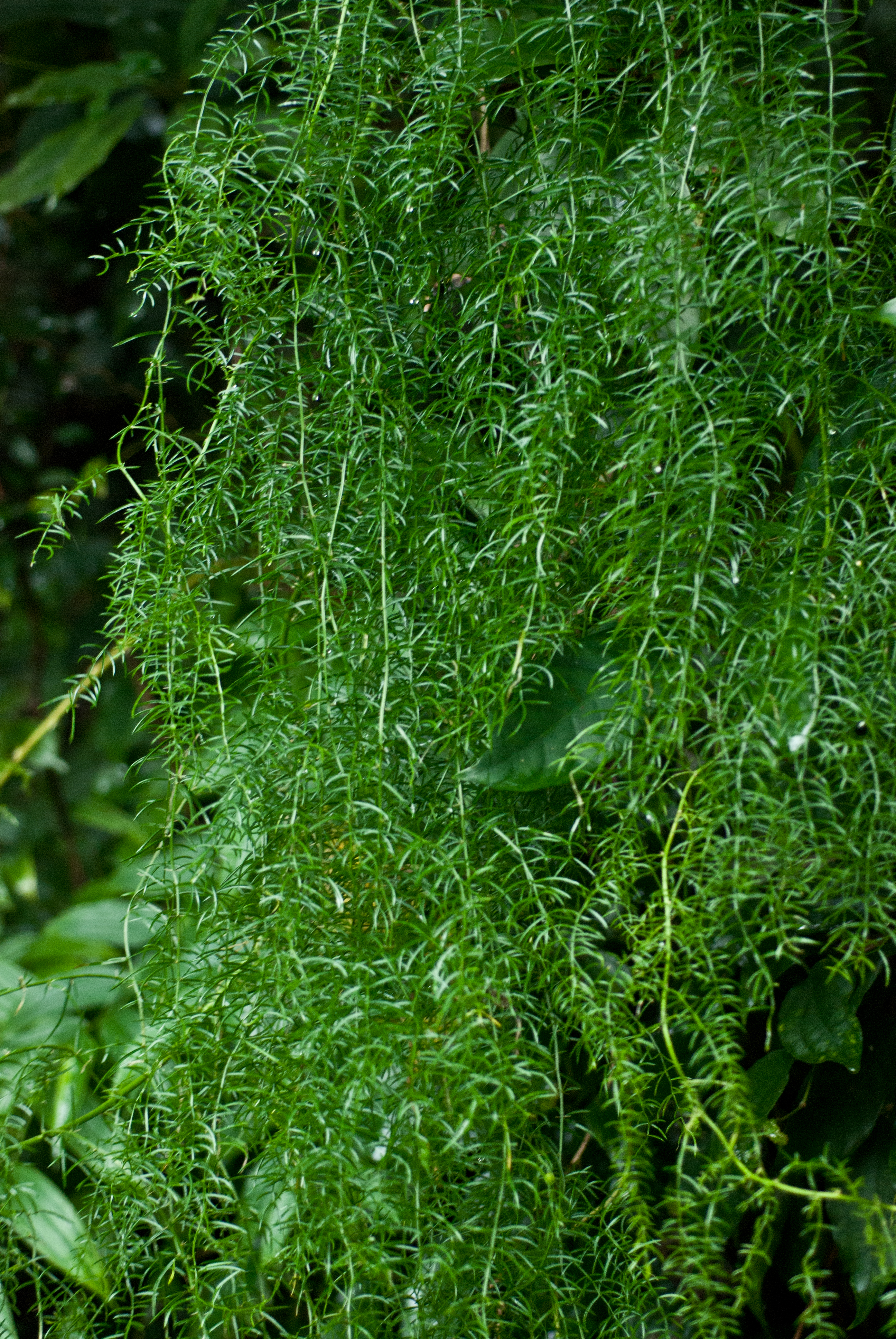
Asparagus cochinchinensis

« Tianmen Dong : non toxique (wudu 無毒), croît en buisson (cóngshēng 叢生).
Selon Shennong bencao : Traite les paralysies dues à l'humidité. Renforce les os et la moelle. Élimine les trois parasites et les cadavres cachés. Une consommation prolongée allège le corps, augmente le qi et prolonge la vie. (Ces informations sont écrites en rouge conformément à l'original) 
Selon les Annotations des médecins célèbres (Míngyī suǒ lù 名醫所錄) : Renforce le qi des poumons.  Élimine le froid et la chaleur. Nourrit la peau. Augmente la force physique. Facilite la miction. Rafraîchit et peut nourrir sans provoquer de faim. (Ces informations sont écrites en noir).
 【名】Autres noms : Yínyánghuò 淫羊藿 , Diānlè wú bù yù 勒無不愈, Bǎibù 百部, […10 noms alternatifs] 
【苗】Description de la Plante  : selon le Tujing [bencao]  圖經 [本草] : « Le Classique illustré de la materia medica » 
*Au printemps, elle pousse en lianes aussi épaisses que des baguettes à cheveux, atteignant plus d'un mètre de hauteur. Ses feuilles sont semblables à celles du fenouil, très fines et pointues, lisses et dispersées, avec des épines inversées. Certaines variétés ont des feuilles rugueuses sans épines, ressemblant à des feuilles de cyprès, mais plus fines et dispersées. 
*En été, elle produit des fleurs blanches, parfois jaunes. En automne, elle donne des baies noires poussant à côté de ses racines. Les racines sont blanches, jaunes ou violettes, aussi grosses que des doigts, mesurant deux à trois pouces de long, avec les meilleures étant grosses et rondes. 
*Dans les régions centrales, les feuilles sont grandes et les tiges épaisses, très différentes de celles produites dans les régions du sud, qui fleurissent après l'équinoxe et produisent des baies sombres. Le reste de ses caractéristiques reste le même. 
 Selon le Baopuzi 抱朴子 : « Les immortels (shenxian 神仙) consomment cette plante, connue sous différents noms selon les montagnes » : dans l’Est (dōngyuè 東嶽): Yínyánghuò 淫羊藿 ; dans le Centra (zhongyue 中嶽): Tiānmén dōng 天門冬 ; dans l’Ouest (xiyue 西嶽): Guǎnsōng 管松 ; dans le Nord (beiyue 北嶽): wubuyu 無不愈 ; dans le Sud (nanyue 南嶽): baibu 百部 […]
 Propriétés Médicinales :
*Favorise la descente du Qi
*Consommée pendant cent jours, elle renforce considérablement le corps, surpassant même les propriétés du zhú 朮 et du huángjīng 黃精.
*Selon les Annotations de la Tang bencao 唐本注
 Il existe deux types de plantes : celles avec des épines rugueuses et celles sans épines et lisses. Toutes deux sont appelées méndōng 门冬 ou diāncìhuàncǎo 顛刺浣草, bien que portant plusieurs noms, elles sont en réalité la même plante. Les deux racines nettoient les impuretés, d'où leur nom interchangeable. 
【地】Origine géographique : Selon  Tujing  图经 [本草] : Croît dans les montagnes et les vallées de Fenggao et Jincheng, mais on en trouve désormais partout. La meilleure qualité provient des régions ombragées du Mont Nord (Běiyuè 北嶽). 
 Période de croissance (shi 時). Pousse au printemps. Les racines sont récoltées en février, mars, juillet et août. 
 【收】Méthode de stockage : [les racines sont] séchées au soleil. 
【用】Parties utilisées : Les racines rondes et courtes sont les meilleures. 
 【質】Qualité : Ressemble à la plante Bǎibù 百部 [Stemona japonica] mais plus huileuse. 
 【色】Couleur : rouge et jaune 
 【味】 Saveur : doux et amer 
【性】Propriétés : tempéré, froid, relaxant, purgatif. (平寒緩泄) 
 【氣】Qi : léger, saveur dense, yang au sein du yin 
 【臭】Odeur : pourriture (Xiǔ 朽) 
 【主】Fonctions thérapeutiques : préserve le qi des poumons, traite les maladies causées par la chaleur du sang 
 【行】Méridiens concernés : Méridien de la main Taiyin (Poumon) (手太陰經) et du pied Shaoyin (Rein) (足少陰經) 
 【助】Herbes assistances : Bèimǔ 贝母 (Fritillaria cirrhosa), Yuányī 垣衣 ( ?), Dìhuáng 垣衣 Rehmannia glutinosa.
 【反】Incompatibilité : craint le zēngqīng 曾青 [sulfate de cuivre CuSO4, vitriol] 
 【制】Méthode de préparation : selon la [Bencao] yan yi 衍義 : « Lors de l'utilisation, trempez dans l'eau et laissez l'eau pénétrer complètement dans la plante jusqu'à ce qu'elle devienne molle. N'utilisez pas d'eau chaude pour extraire le liquide huileux, car cela réduirait son efficacité. »
 【治】（療） Traitement (thérapeutique) : selon Yaoxing lun 藥性論 : Traite le qi des poumons, la toux, l'asthme, élimine la chaleur, tonifie le qi des reins, traite l'atrophie pulmonaire, les abcès, les plaies purulentes, les eczémas humides, la soif et élimine les énergies perverses, rendant la peau lisse et claire.
selon la Tāngyè Běncǎo 湯液本草 : Élimine le sang stagnant et les saignements désordonnés, aide à tonifier le qi originel. 
 【合治】Traitement combiné: combinée avec la Rehmannia (dìhuáng 地黄) pour retarder le grisonnement des cheveux et rafraîchir le corps, utile pour les personnes ayant une constitution faible et chaude.
 Combinée avec le Fritillaria (bèimǔ 貝母) pour apaiser le cœur, nourrir les cinq organes, améliorer l'apparence de la peau, traiter les cinq fatigues et les sept blessures, renforcer le qi des poumons, réduire la toux, dissoudre les mucosités, soulager les douleurs causées par le vent et la chaleur, apaiser l'agitation, et arrêter les saignements (hémoptysie). […] 
 Jìn 禁 Interdictions : ne pas consommer avec de la carpe. En cas d'intoxication accidentelle, utilisez les lentilles d'eau (fúpíng 浮萍) comme antidote. »

Dans cet exemple, sur l’ensemble des 24 rubriques, seules 16 sont utilisées.
Sous une même rubrique, plusieurs sources documentaires (de compilation) peuvent être données, ce qui facilite grandement la lecture, plutôt que de consulter les compilations complètes d’œuvres. Au cours du XVIe siècle, ce procédé sera adopté par Li Shizhen (1517-1593) dans sa Bencao gangmu.
La Bencao pinhui jingyao recourt très régulièrement aux descriptions naturalistes du savant polymathe Su Song (1019-1101) publiées dans la Tu jing bencao 图经本草. Elle peut ainsi bénéficier de descriptions des plantes détaillées accompagnées d’illustrations, ce qui n’existait pas avant le XIe siècle dans les pharmacopées. A la fin du XVIe siècle, Li Shizhen dira aussi apprécier hautement les descriptions de Su Song.

## La révision de la Bencao pinhui jingyao

### Révision ordonnée par Kangxi (1700-1701)
Pendant presque deux siècles, la Bencao pinhui jingyao resta dans les collections impériales sans être accessible au public. Aucune bibliographie des Ming ou des Qing ne la mentionne. L’empereur Kangxi 康熙 (règne : 1661-1722), est connu pour le soutien qu’il apporta à la production des connaissances, notamment à la composition et la publication du Dictionnaire de caractères de Kangxi et à la Grande Histoire des Ming, mais aussi au manuscrit non publié de la pharmacopée des Ming.
En 1700, il ordonna à deux fonctionnaires de faire une copie d’une partie des illustrations de la Bencao pinhui jingyao. Il demanda aussi au fonctionnaire médical Wang Daochun 王道纯 et au médecin Jiang Zhaoyuan 江兆元 de préparer une révision du manuscrit Ming en rectifiant les erreurs et les omissions. Les deux experts médicaux et leurs collègues révisèrent les 42 chapitres et étendirent le texte original d’un appendice de 10 chapitres (analysant 534 nouvelles drogues), et de deux chapitres consacrés à un travail sur le pouls, « Instructions les plus importantes concernant [les mouvements dans] les Vaisseaux, écrit en syntagmes de quatre caractères » maijue siyan juyao 脉诀四言举要 de Wang Daochun. Ces 12 nouveaux chapitres, formant un tout, furent désignés par l’intitulé de Bencao pinhui jingyao xuji 本草品汇精要续集. « Suite de la collection de l’essentiel de la Matière médicale importante classée », ou Xuji 续集 par abréviation. Ce texte est précédé d’une présentation au trône de l’ouvrage complet, écrit en 1701, et signé par Wang Daochun et Jiang Zhaoyuan.
Les 534 notices supplémentaires sont principalement tirées du Bencao Gangmu qui fut créé entretemps, et aussi par des extensions de la Shennong bencao ainsi que de quelques drogues présentées pour la première fois. Le texte sur les vaisseaux/méridiens écrit par Cui Jiayan 崔嘉彦 datait de la dynastie Song.
Ces textes révisés et étendus ne contiennent aucune illustration.

### Le destin des trois versions connues de la Bencao pinhui jingyao
Ainsi, les 3 versions connues sont
1. le manuscrit originel de 1505
2. la copie des illustrations de drogues 1700
3. le texte révisé et étendu de 1701.

Les versions 1 et 2 disparurent soit en 1923, lorsqu'une partie du bâtiment du palais prit feu, soit lors des troubles de l'année 1924, lorsqu'un seigneur de guerre, Feng Yuxiang 馮玉祥, chassa le dernier empereur du palais. On a alors supposé que le manuscrit fut perdu.
La version 3 a été conservée et imprimée en caractères de plomb par la Commercial Press en 1937. Ainsi, il fallut 432 ans après sa réalisation et 236 ans après sa révision, pour que la Bencao pinhui jingyao finisse par devenir disponible aux lecteurs, bien que ce fut sans illustrations.
Selon une explication très pertinente de Paul Unschuld, il est possible que la difficulté d’imprimer des illustrations polychromes raffinées explique ces énormes décalages temporels. Il fallut attendre les progrès techniques du XXe siècle pour que la réalisation soit possible.
Bilan final:
- Dans les années 1930, on s’aperçu que les versions 1 et 2 existaient en mains privées à Pékin. En passant par des intermédiaires, le manuscrit d’origine 1 aboutit entre d’autres mains privées à Hong Kong. Il fut par la suite acheté par la bibliothèque de la société pharmaceutique japonaise Takeda d'Osaka. On appelle donc cette version « l’édition Takeda ».
- En 1936, un article de Wang Zhongmin indiquait qu’un manuscrit de la Bencao pinhui jingyao se trouvait dans une bibliothèque de Rome, la Bibliothèque nationale centrale qui l’avait acquise en 1877. Il avait été ramené en Italie par un missionnaire italien: Lodovico Maria  Besi  (1805-1871), un prête  de Véronne, arrivé en Chine en 1835, qui fut vicaire apostolique (avec les pouvoirs d’un évêque) de la région de Nankin, de 1840 à 1847, et mourut comme évêque en 1870, après son retour en Italie. Ce document était une copie exacte du manuscrit de 1505, mais pas son égal en matière d’illustrations ; on ne sait pas s’il fut réalisé durant la période Qing ou Ming.
- Un troisième spécimen du manuscrit de le Bencao pinhui jingyao qui à l'origine se trouvait dans la collection privée du sinologue allemand F. Hirth (1845-1927) et qui a abouti dans la Staatsbibliothek Preussischer Kulturbesitz à Berlin. Ce manuscrit est incomplet. Voir l'illustration « Planche du chapitre 42 » ci-dessus.
- Une quatrième copie de la Bencao pinhui jingyao se trouvait dans la Bibliothèque St. James de Londres jusqu’en 1972. Le manuscrit mal identifié fut pris pour la Bencao gangmu de Li Shizhen et vendu. Il se retrouva dans une foire aux livres de Tokyo, où il fut acquis par un médecin et historien japonais, Otsuka Yasuo, Puis, il fut acquis par la London Library.
- En 1990, en français, signalons un ouvrage intitulé « Les jardins secrets de l’empereur » de Fazzioli, traduit en français par Bernard Leblond[7],[8][réf. à confirmer], tiré d’un manuscrit illustré de la Bencao pinhui jingtao, ramené de Chine en Italie en 1847 par le vicaire apostolique, Lodovico Maria Besi. Malgré un texte truffé d’erreurs et de graves problèmes de traduction, reconnaissons avec Georges Métaillé, que le texte est accompagné pour une sélection de 36 plantes, d’une fort belle reproduction en couleurs du manuscrit utilisé.